# 摩尼教宇宙圖
《摩尼教宇宙圖》（日语：マニ教宇宙図）是一幅元朝時期的絹布彩繪，描繪摩尼教「十層天八層地」宇宙觀的整體像，繪製手法和藝術風格同《聖者傳圖 1》、《聖者傳圖 2》、《摩尼的父母》及《摩尼誕生圖》非常相似。此畫於2010年被京都大學文獻語言學教授吉田豐發現，被他稱為「宇宙圖」，傳入日本的時間不明，現屬私人收藏。

## 概述
該畫可能出自中國元朝的浙江、福建等南方地區畫師之手。吉田豐發現畫中有穿着摩尼教特有的紅邊白袍僧侶服飾的人物，在與中國新疆發現的摩尼教史料對比後，斷定該圖為摩尼教繪畫。此畫頂端被分隔開的區塊描繪的是摩尼教的天堂，或稱「光明王國」。主體部份頂端繪有兩個圓形區域，依左右順序分別為月宮和日宮。往下就是用圓弧分隔的十層天，其中不僅描繪有天使、惡魔等形象，還有西方的黃道十二宮。再下方的人類世界（凡間）地面上矗立着蘑菇狀的「須彌山」，最下方被解釋為摩尼教的地獄。

## 畫廊

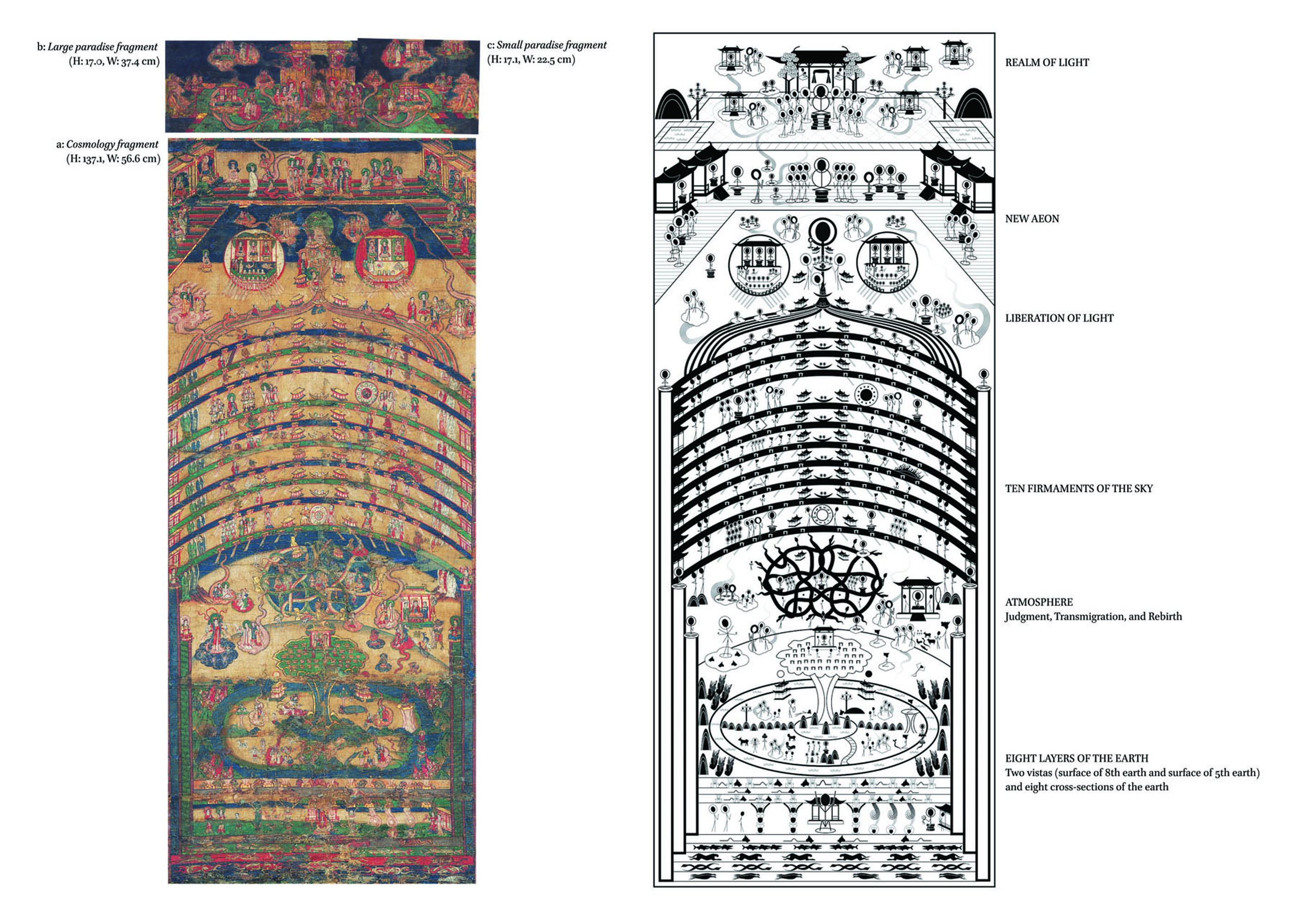
由古樂慈和傑森·畢璫（英语：Jason BeDuhn）製作的英文解析圖
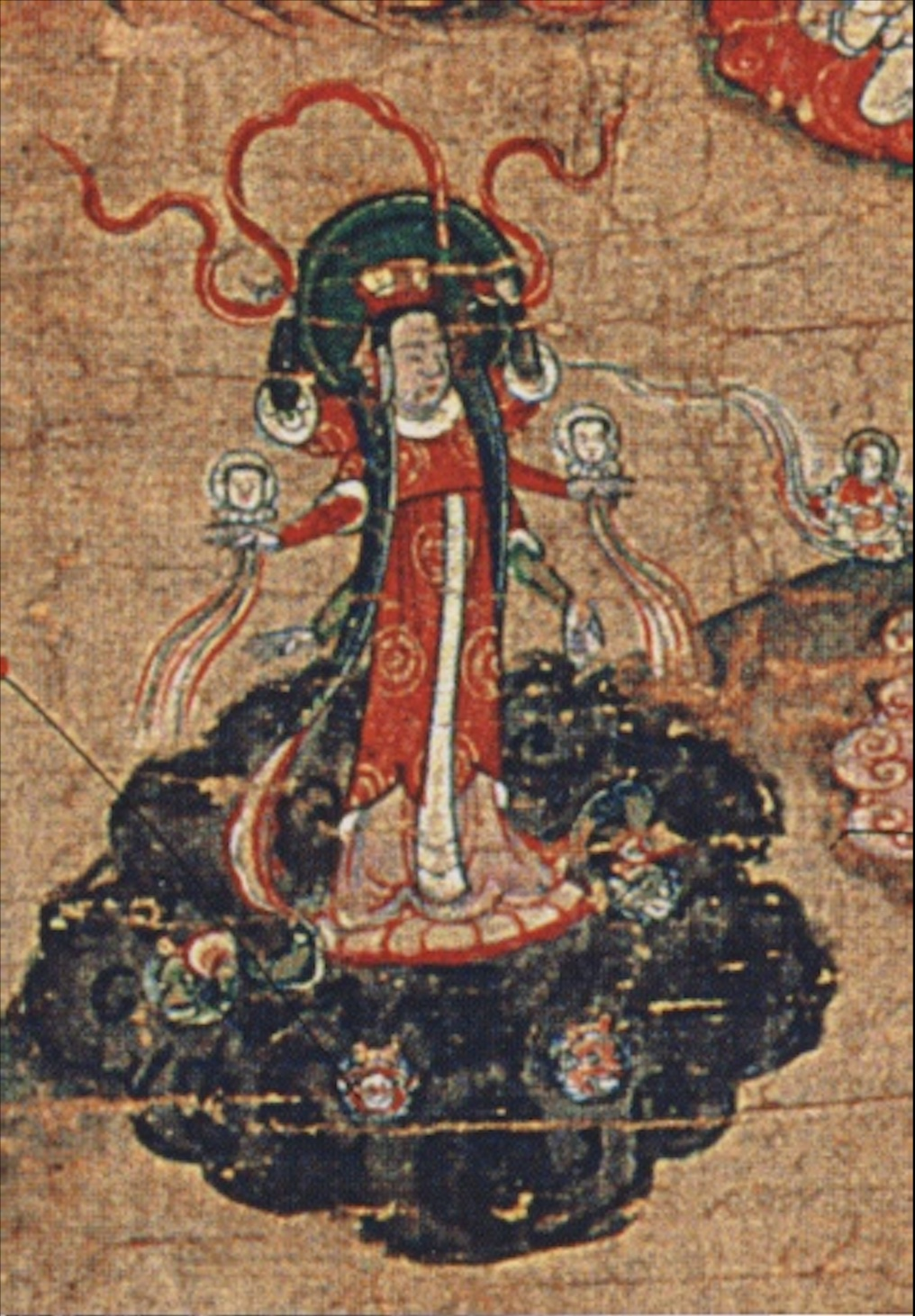
光明童女細部
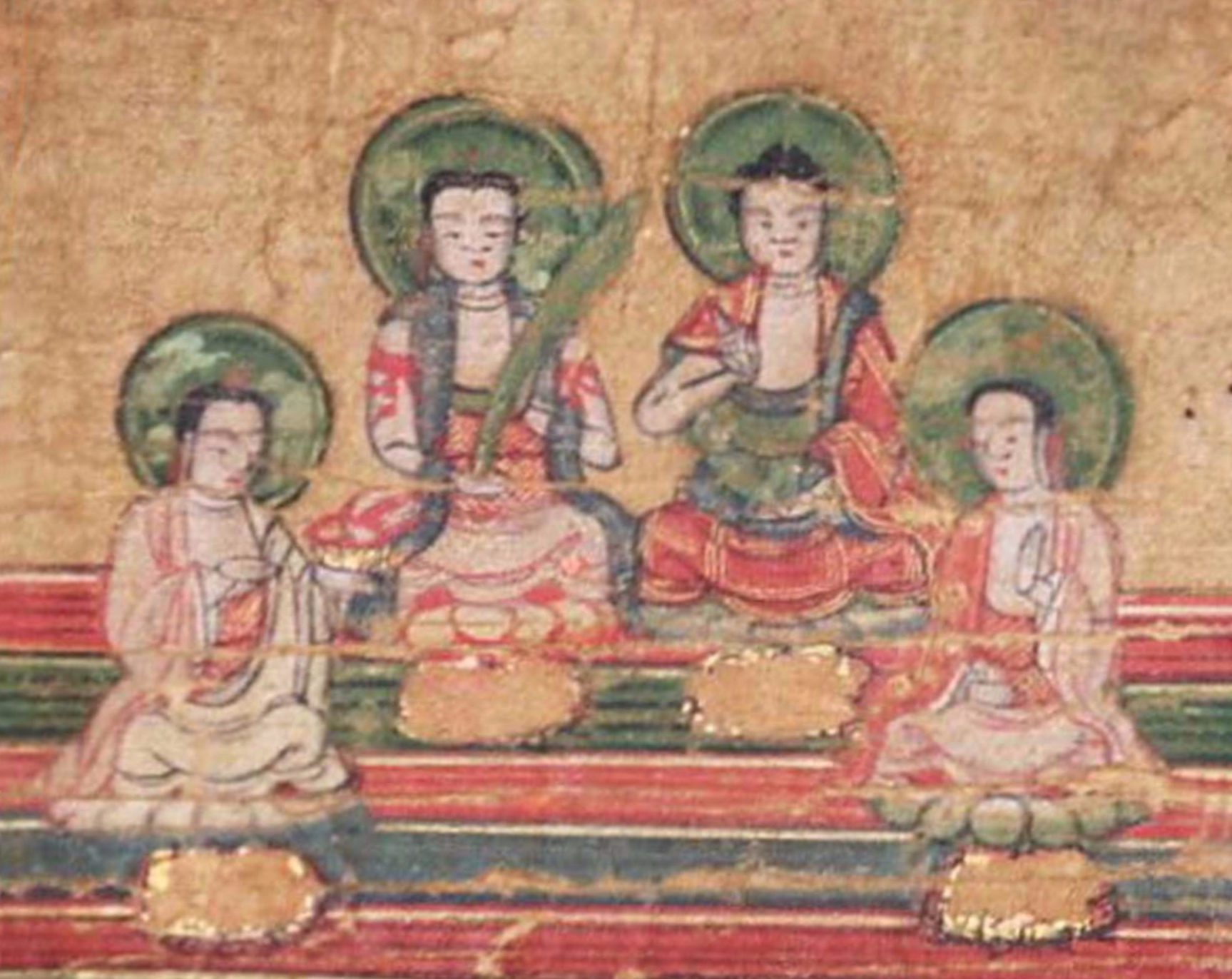
四大先知，從左到右：摩尼、瑣羅亞斯德、釋迦牟尼以及耶穌
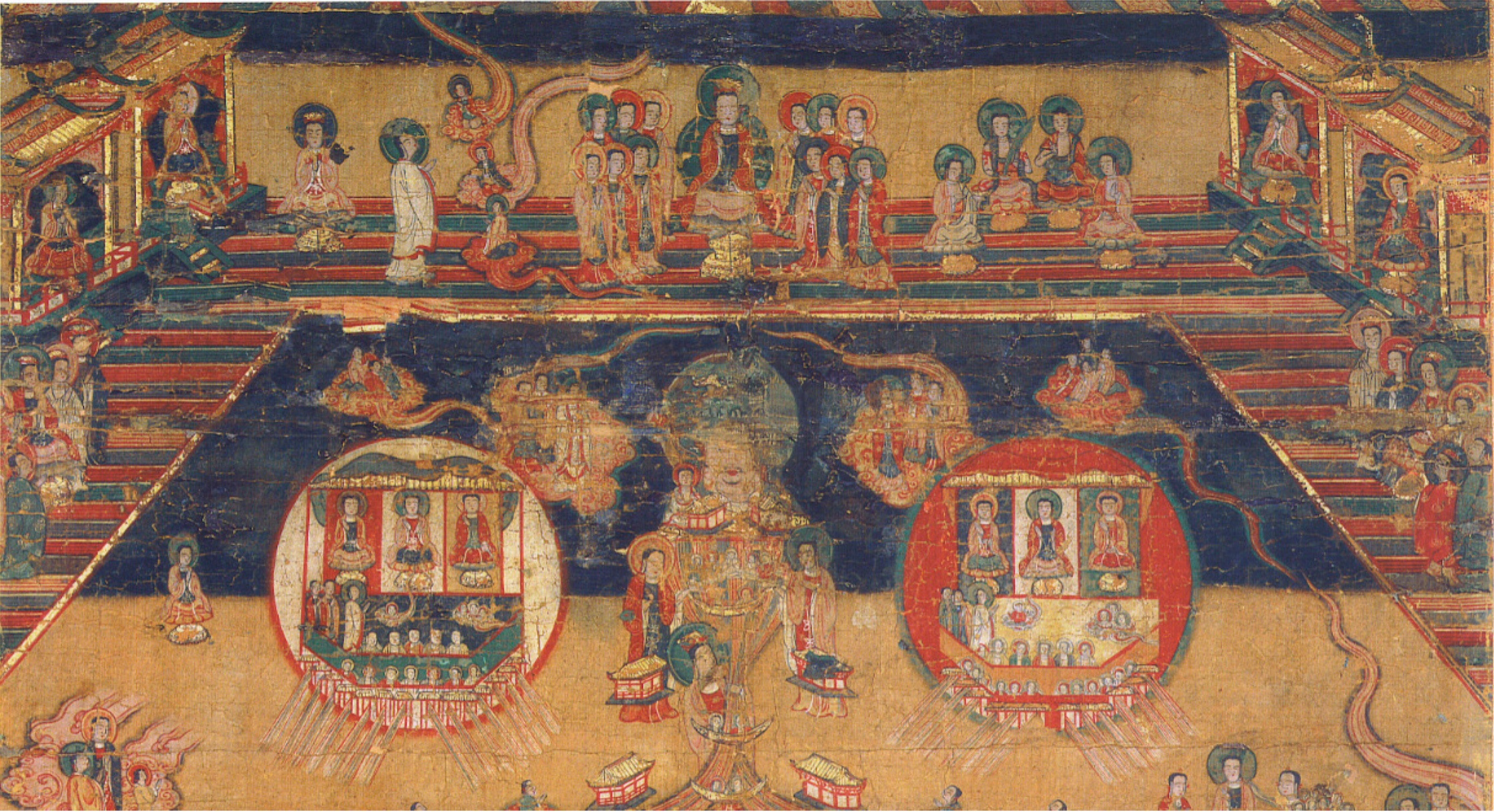
月宮和日宮細部
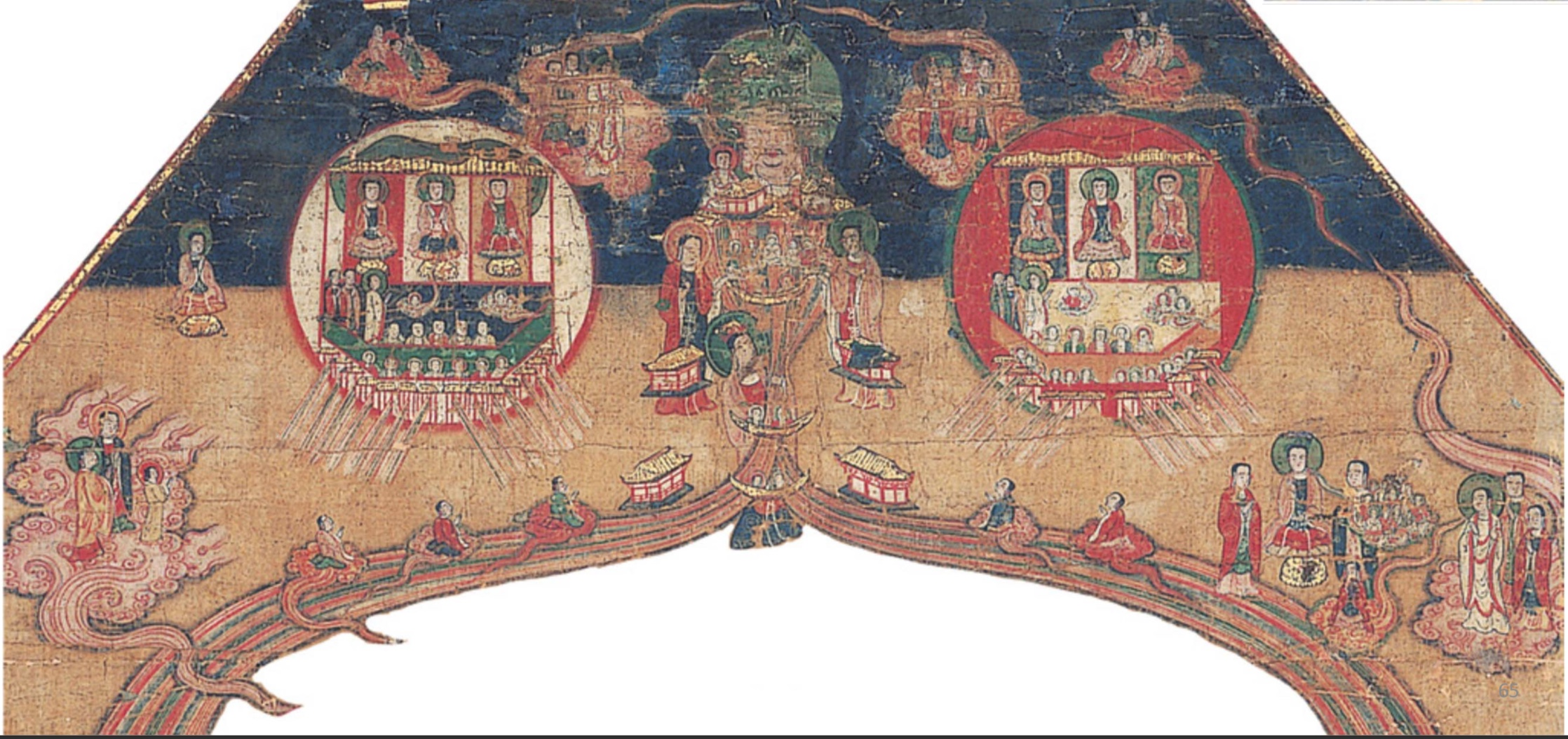
日月宮和第一層天
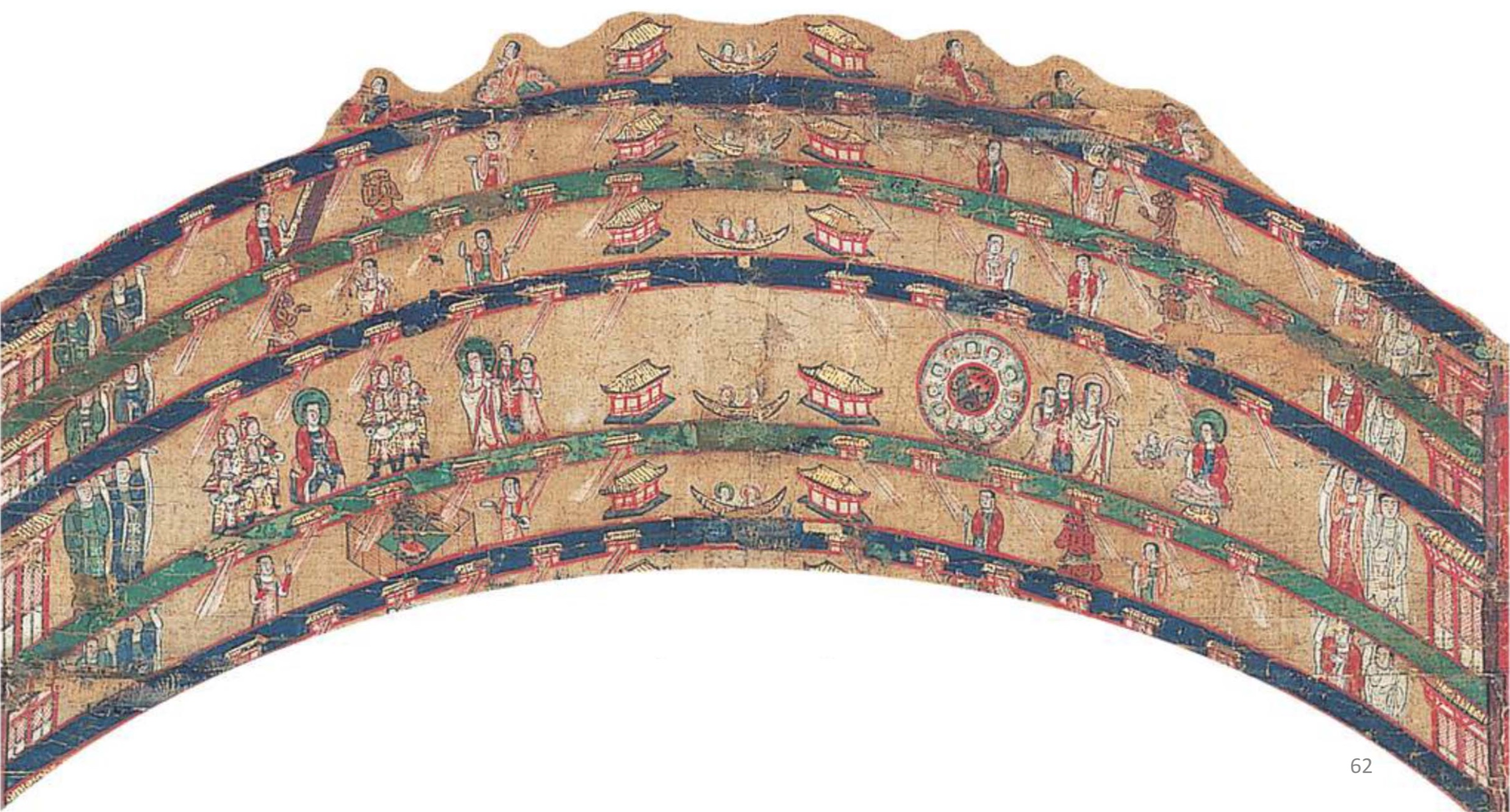
第二至六層天
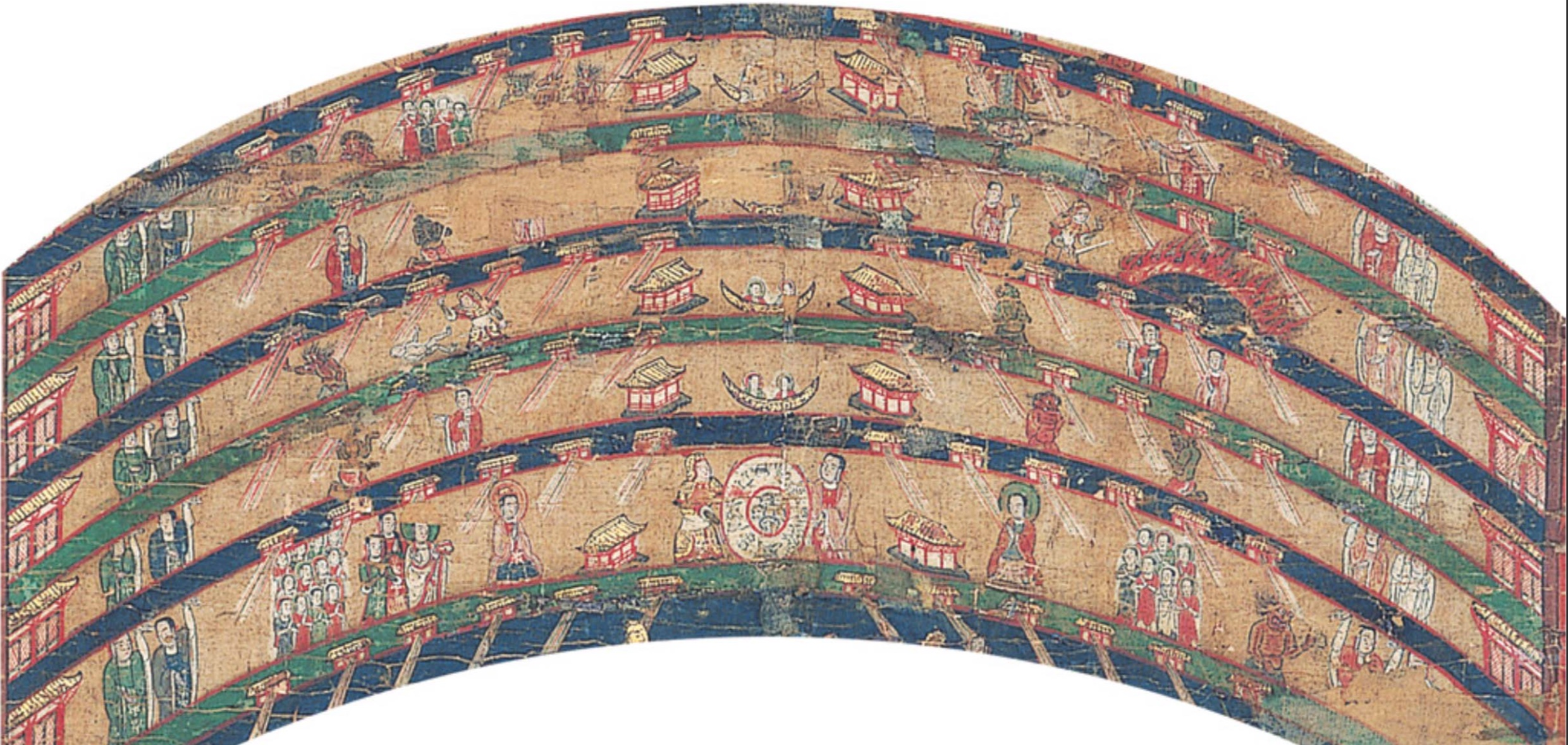
第六至十層天
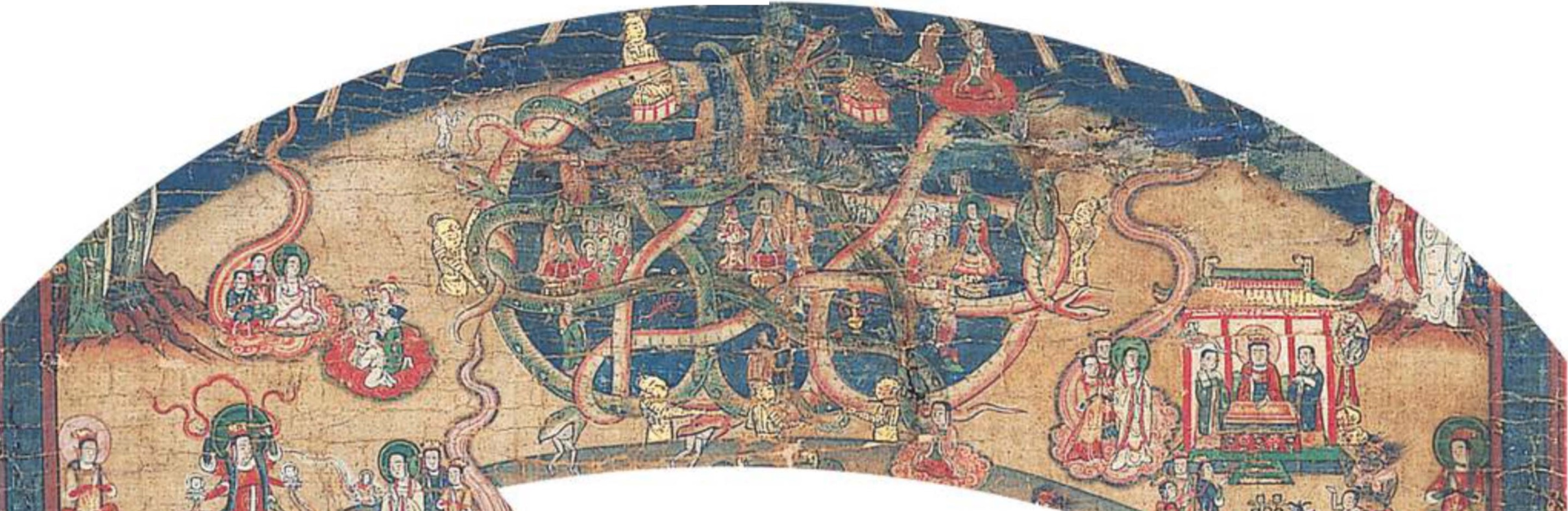
死後審判場所
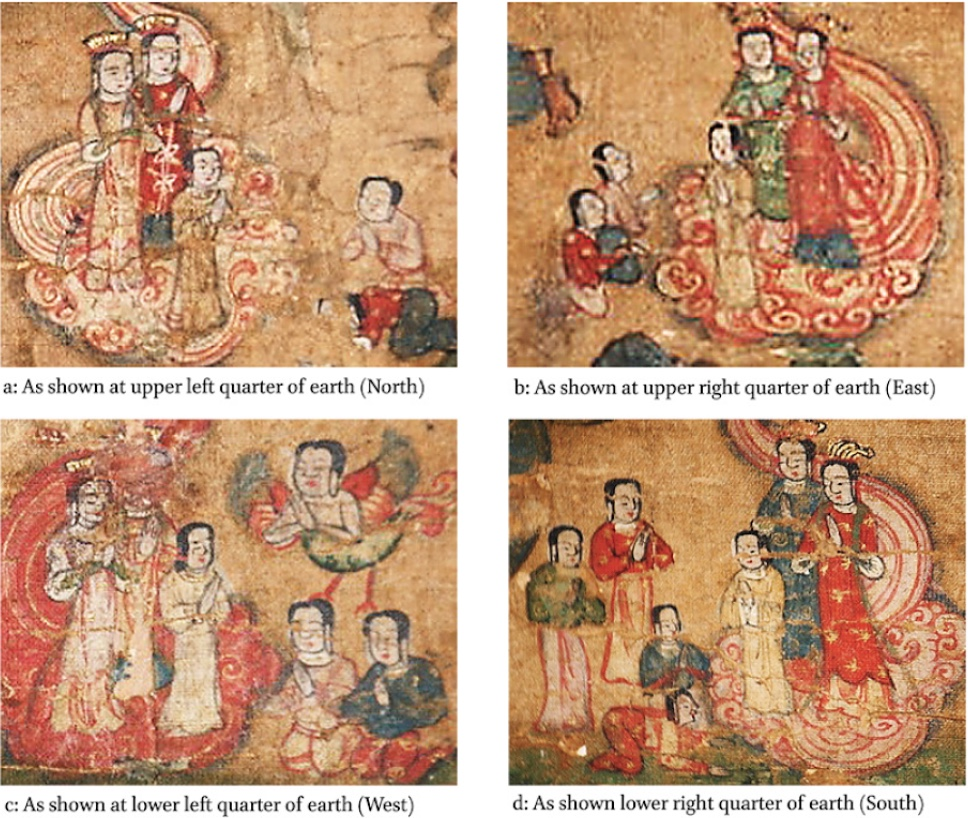
須彌山下尋求救贖的靈魂
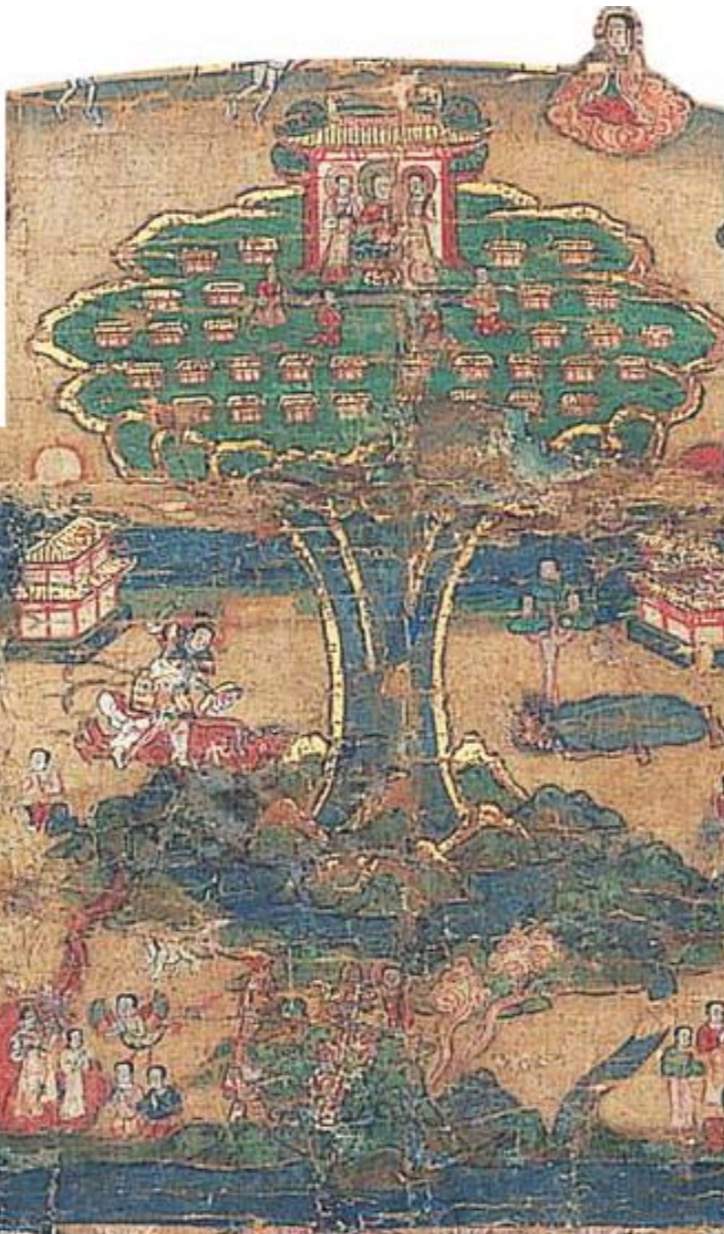
矗立在塵世的須彌山
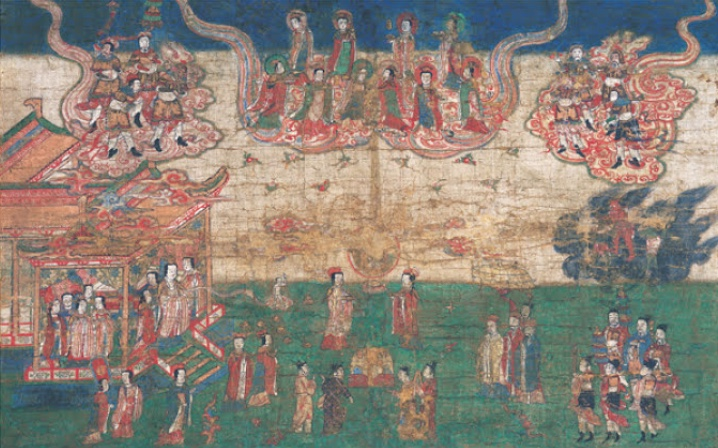
元朝畫作《摩尼誕生圖》，其繪畫風格和該《宇宙圖》完全一致

## 補說

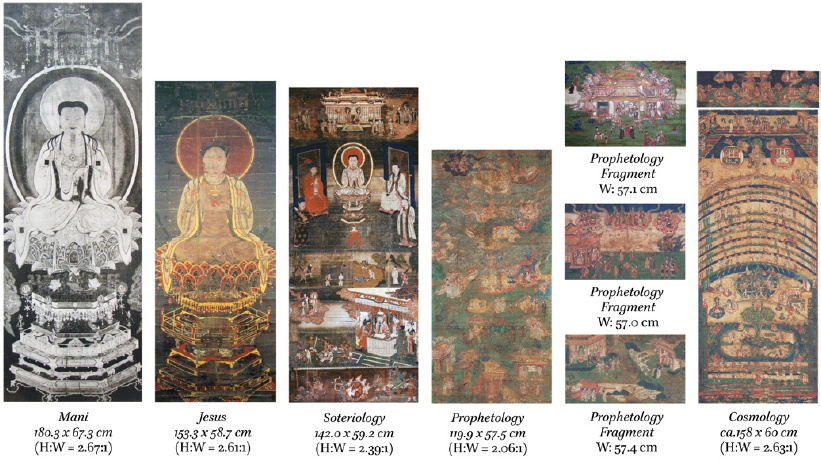
八幅絹畫圖集

目前已知的中國摩尼教絹畫掛軸包括該《宇宙圖》在內共八幅，可分為四大類：
單體神像兩幅（描繪摩尼和耶穌）
- 摩尼像
- 夷數佛幀

描繪救贖論（Soteriology）的畫軸一幅
- 冥王聖幀

描繪先知論（Prophetology）的畫軸四幅
- 摩尼的父母
- 摩尼誕生圖
- 聖者傳圖 1
- 聖者傳圖 2

描繪宇宙論（Cosmology）的畫軸一幅
- 摩尼教宇宙圖